# Hosszúvíz
Hosszúvíz es un pueblo ubicado en el distrito de Marcali, en el condado de Somogy, Hungría.

## Superficie
Posee una superficie de 7,10 kilómetros cuadrados.

## Demografía
Hasta 2019 la población era de 41 habitantes, con una densidad de población de 5,775 habitantes por kilómetro cuadrado.